# Mycetaea hirta
Mycetaea hirta là một loài bọ cánh cứng trong họ Mycetaeidae. Loài này được Marsham miêu tả khoa học năm 1802.